# Perú en la clasificación de Conmebol para la Copa Mundial de Fútbol de 1978
La Selección de fútbol del Perú fue una de las nueve selecciones de fútbol que participaron en la clasificación de Conmebol para la Copa Mundial de Fútbol de 1978, en la que se definieron los representantes de Conmebol para la Copa Mundial de Fútbol de 1978, que se desarrolló en la Argentina.

## Sistema de juego
Para la Copa Mundial de Fútbol de 1978 de Argentina, la Conmebol disponía de 3,5 plazas (3 plazas directas y otra mediante una repesca intercontinental) de las 16 totales del mundial. Argentina, la organizadora, se clasificó directamente, dejando 2,5 plazas para 9 equipos. Se jugaría un torneo de dos rondas:
- Primera ronda: Los 9 equipos se agruparon en 3 grupos de 3 equipos cada uno. Jugándose por el sistema de liguilla, con encuentros en casa y fuera. Los primeros de grupo pasarían a la ronda final.
- Ronda final: Los 3 equipos jugarían otra liguilla a un solo partido, en cancha neutral. El primero y el segundo de grupo se clasificarían para el Mundial y el tercero pasaría a la repesca intercontinental.

## Tabla de posiciones
| Equipo    | Pts | PJ | PG | PE | PP | GF | GC | Dif |
| --------- | --- | -- | -- | -- | -- | -- | -- | --- |
| Bolivia   | 7   | 4  | 3  | 1  | 0  | 8  | 3  | +5  |
| Brasil    | 6   | 4  | 2  | 2  | 0  | 8  | 1  | +7  |
| Perú      | 6   | 4  | 2  | 2  | 0  | 8  | 2  | +6  |
| Chile     | 5   | 4  | 2  | 1  | 1  | 5  | 3  | +2  |
| Uruguay   | 4   | 4  | 1  | 2  | 1  | 5  | 4  | +1  |
| Paraguay  | 4   | 4  | 1  | 2  | 1  | 3  | 3  | 0   |
| Colombia  | 2   | 4  | 0  | 2  | 2  | 1  | 8  | –7  |
| Venezuela | 1   | 4  | 0  | 1  | 3  | 2  | 8  | –6  |
| Ecuador   | 1   | 4  | 0  | 1  | 3  | 1  | 9  | –8  |

## Partidos

### Grupo 3
| Equipo  | Pts. | PJ | PG | PE | PP | GF | GC | Dif. |
| ------- | ---- | -- | -- | -- | -- | -- | -- | ---- |
| Perú    | 6    | 4  | 2  | 2  | 0  | 8  | 2  | +6   |
| Chile   | 5    | 4  | 2  | 1  | 1  | 5  | 3  | +2   |
| Ecuador | 1    | 4  | 0  | 1  | 3  | 1  | 9  | –8   |

#### Local
| 12 de abril de 1977 | Perú                                                                             | 4:0 (4:0) | Ecuador | Estadio Nacional, Lima                                     |                                                            |
|                     | José Velásquez Castillo 19' · Juan Carlos Oblitas 48', 51' · Alejandro Luces 64' |           |         | Asistencia: 43,319 espectadores Árbitro(s): Luis Barrancos | Asistencia: 43,319 espectadores Árbitro(s): Luis Barrancos |

| 26 de abril de 1977 | Perú                                   | 2:0 (2:0) | Chile | Estadio Nacional, Lima                                            |                                                                   |
|                     | Hugo Sotil 49' Juan Carlos Oblitas 55' |           |       | Asistencia: 62, 000 espectadores Árbitro(s): Arnaldo Cézar Coelho | Asistencia: 62, 000 espectadores Árbitro(s): Arnaldo Cézar Coelho |

#### Visitante
| 20 de febrero de 1977 | Ecuador               | 1:1 (0:0) | Perú                    | Estadio Olímpico Atahualpa, Quito                           |                                                             |
|                       | Fabian Paz y Miño 81' |           | Juan Carlos Oblitas 43' | Asistencia: 39, 576 espectadores Árbitro(s): Agomir Martíns | Asistencia: 39, 576 espectadores Árbitro(s): Agomir Martíns |

| 6 de abril de 1977 | Chile              | 1:1 (0:0) | Perú                  | Estadio Nacional de Chile, Santiago de Chile                   |                                                                |
|                    | Sergio Ahumada 42' |           | Juan José Muñante 75' | Asistencia: 67, 983 espectadores Árbitro(s): José Favilli Neto | Asistencia: 67, 983 espectadores Árbitro(s): José Favilli Neto |

### Ronda final
| Equipo  | Pts | PJ | PG | PE | PP | GF | GC | Dif |
| ------- | --- | -- | -- | -- | -- | -- | -- | --- |
| Brasil  | 4   | 2  | 2  | 0  | 0  | 9  | 0  | 9   |
| Perú    | 2   | 2  | 1  | 0  | 1  | 5  | 1  | 4   |
| Bolivia | 0   | 2  | 0  | 0  | 2  | 0  | 13 | -13 |

#### Perú vs Brasil
| 10 de julio de 1977 | Brasil  | 1:0 (1:0) | Perú | Estadio Olímpico Pascual Guerrero, Santiago de Cali            |                                                                |
|                     | Gil 53' |           |      | Asistencia: 50, 345 s espectadores Árbitro(s): Miguel Comesaña | Asistencia: 50, 345 s espectadores Árbitro(s): Miguel Comesaña |

#### Perú vs Bolivia
| 10 de julio de 1977 | Perú                                                               | 5:0 (5:0) | Bolivia | Estadio Olímpico Pascual Guerrero, Santiago de Cali       |                                                           |
|                     | Cubillas 32', 44' José Velásquez Castillo 65', 89' Percy Rojas 74' |           |         | Asistencia: 33,333 espectadores Árbitro(s): Ramón Barreto | Asistencia: 33,333 espectadores Árbitro(s): Ramón Barreto |

## Jugadores
Listado de jugadores que participaron en la Copa Mundial 1978:
| N.º | Nombre              | Posición      | Clubes                      |
| --- | ------------------- | ------------- | --------------------------- |
| 1   | Ottorino Sartor     | Portero       | Colegio Nacional de Iquitos |
| 12  | Juan Cáceres        | Portero       | Unión Huaral                |
| 21  | Ramón Quiroga       | Portero       | Sporting Cristal            |
| 2   | Jaime Duarte        | Defensa       | Alianza Lima                |
| 3   | Rodulfo Manzo       | Defensa       | Deportivo Municipal         |
| 4   | Héctor Chumpitaz    | Defensa       | Atlas de Guadalajara        |
| 5   | Rubén Díaz          | Defensa       | Universitario de Deportes   |
| 14  | José Navarro        | Defensa       | Sporting Cristal            |
| 22  | Roberto Rojas       | Defensa       | Alianza Lima                |
| 6   | José Velásquez      | Mediocampista | Alianza Lima                |
| 8   | César Cueto         | Mediocampista | Alianza Lima                |
| 9   | Percy Rojas         | Mediocampista | CA Independiente            |
| 16  | Raúl Gorriti        | Mediocampista | Sporting Cristal            |
| 17  | Alfredo Quesada     | Mediocampista | Sporting Cristal            |
| 18  | Ernesto Labarthe    | Mediocampista | Sport Boys                  |
| 20  | Hugo Sotil          | Mediocampista | Alianza Lima                |
| 7   | Juan José Muñante   | Delantero     | Pumas de la UNAM            |
| 10  | Teófilo Cubillas    | Delantero     | F.C. Oporto                 |
| 11  | Juan Carlos Oblitas | Delantero     | Sporting Cristal            |
| 13  | Roberto Mosquera    | Delantero     | Sporting Cristal            |
| 15  | Germán Leguía       | Delantero     | Deportivo Municipal         |
| 19  | Guillermo La Rosa   | Delantero     | Sport Boys                  |

## Resultado final
| Perú                   |
| Clasificado            |
| Copa Mundial de Fútbol |
|                        |
| Tercera participación  |